# マイクロ波成形
マイクロ波成形とはマイクロ波を使用した熱可塑性樹脂の成形法の一種である。試作、少量生産に適する。

## 概要
マイクロ波を照射すると発熱するフェライトを分散させた耐熱性のシリコーンゴムでレジンキャスト用のシリコーンゴム型と同じ要領で型を作成する。シリコーンゴム型の内部を減圧して粉末の熱可塑性樹脂を充填する。その状態でマイクロ波照射装置(業務用の電子レンジ)に入れてマイクロ波で型を熱可塑性樹脂が溶融する温度まで加熱する。冷却後、成形品を取り出す。

## 型の製造法
耐熱性のシリコーン樹脂のモノマーにフェライトの粉末を分散させる。原型をレジンキャスト用のシリコーンゴム型と同じ要領で型取りする。シリコーンゴムの硬化後、原型を取り出し、樹脂の充填用と減圧用の穴を作成する。
利点
実際の量産時に使用する樹脂と同じ樹脂で試作品を製造できる。射出成形用の簡易金型と比較して型の製造費用が安い。
欠点
加熱、冷却の工程に時間がかかるので生産性が低く、量産には適さない。これは型が金属と比較して熱伝導率の低いシリコーンゴムで冷却用の水冷管が内部に無いので冷却に時間を要する事も一因である。また、型の耐久性が劣るため、量産には適さない。